# Чемпионат России по тайскому боксу 2022
Чемпионат России по тайскому боксу 2022 года среди мужчин и женщин (17 — 40 лет) проходил с 22 по 28 марта в Физкультурно-спортивном комплексе в Улан-Удэ. В турнире принимали участие 208 спортсменов из 25 субъектов России.

## Ход проведения соревнований
Чемпионат России по тайскому боксу впервые прошёл в Бурятии. На чемпионат приехали 208 спортсменов из 25 субъектов страны. Были разыграны медали в 10 весовых категориях среди женщин и 13 весовых категориях среди мужчин. По итогам чемпионата больше всех медалей у Кемеровской области (14), на втором месте – Дагестан (11), из которых 5 золотых, на третьем месте — Москва (9), на 4 месте расположилась сборная команда Краснодарского края (7), далее 5 место у Московской и Иркутской областей (по 5) на шестом месте спортсмены Бурятии и Новосибирской области (по 4 медали), у представителей других сборных по одной, две и три медали. По итогам соревнований спортсмен из Забайкальского края Иван Гаев стал первым мастером спорта по тайскому боксу в своем регионе. Единственную медаль для Бурятии среди мужчин завоевал Олег Гукасян, который в финале уступил именитому Гаджи Меджидову из Дагестана.

## Медалисты

### Мужчины
| Весовая категория | Золото                                     | Серебро                                  | Бронза                                                                        |
| ----------------- | ------------------------------------------ | ---------------------------------------- | ----------------------------------------------------------------------------- |
| до 48 кг          | Масис Акобян · Краснодарский край          | Амурлен Тугуров · Кемеровская область    | Айдыс Успун · Тыва                                                            |
| до 51 кг          | Овсеп Асланян · Новосибирская область      | Ренат Сулейманов · Иркутская область     | Иван Гаев · Забайкальский край Кирилл Чижик · Краснодарский край              |
| до 54 кг          | Имам Гаджиев · Дагестан                    | Салават Исаев · Кемеровская область      | Гектор Григорян · Смоленская область Чарак Муртузалиев · Дагестан             |
| до 57 кг          | Холмурод Рахимов · Кемеровская область     | Александр Глаголев · Челябинская область | Ринат Бурангулов · Москва Бато Бадархаев · Бурятия                            |
| до 60 кг          | Асадула Имангазалиев · Дагестан            | Владимир Шильнов · Кемеровская область   | Рауль Закарян · Краснодарский край                                            |
| до 63,5 кг        | Савелий Дорогавцев · Новосибирская область | Гусейн Алиев · Дагестан                  | Михаил Иванов · Краснодарский край Рамазан Алиханов · Челябинская область     |
| до 67 кг          | Кирилл Хомутов · Кемеровская область       | Махмуд Мирзабеков · Дагестан             | Артур Хайруллин · Челябинская область Николай Журнаев · Новосибирская область |
| до 71 кг          | Дмитрий Чангелия · Санкт-Петербург         | Константин Шахтарин · Пермский край      | Денис Садовский · Иркутская область Магомедрасул Магомедов · Дагестан         |
| до 75 кг          | Эдуард Сайк · Кемеровская область          | Магомед Магомедов · Москва               | Владимир Габов · Кемеровская область Никита Максимец · Нижегородская область  |
| до 81 кг          | Али Алиев · Дагестан                       | Салимсолтан Аминов · Дагестан            | Рустам Оразалинов · Иркутская область                                         |
| до 86 кг          | Яхъя Ибрагимов · Дагестан                  | Алексей Кошелев · Москва                 | Данил Одегов · Белгородская область Егор Бельков · Челябинская область        |
| до 91 кг          | Гаджи Меджидов · Дагестан                  | Олег Гукасян · Бурятия                   | Александр Литвин · Московская область Игорь Екименко · Кемеровская область    |
| свыше 91 кг       | Дмитрий Васенёв · Кемеровская область      | Сергей Шумаев · Новосибирская область    | Иван Петренко · Свердловская область Руслан Нуриев · Свердловская область     |

### Женщины
| Весовая категория | Золото                                                     | Серебро                                                | Бронза                                                                     |
| ----------------- | ---------------------------------------------------------- | ------------------------------------------------------ | -------------------------------------------------------------------------- |
| до 45 кг          | Белла Дурандина · Омская область                           | София Истратова · Краснодарский край                   | Алина Герасимова · Карелия                                                 |
| до 48 кг          | Белла Дурандина · Омская область                           | Татьяна Петрова · Марий Эл                             | Елизавета Шанталей · Москва Мария Копытова · Иркутская область             |
| до 51 кг          | Софья Дмитревцова · Иркутская область                      | Анастасия Топилина · Московская область                | Мария Бондаренко · Ростовская область                                      |
| до 54 кг          | Виктория Кувикина · Московская область                     | Полина Петрова · Санкт-Петербург · Кемеровская область | Валерия Дроздова · Москва Анна Сафеева · Москва                            |
| до 57 кг          | Наталья Дьячкова · Карелия                                 | Мария Климова · Москва                                 | Ксения Довженко · Москва Дарья Видягина · Кемеровская область              |
| до 60 кг          | Екатерина Винникова · Московская область                   | Екатерина Карнакова · Бурятия                          | Марина Беспалова · Санкт-Петербург Марина Скопинова · Белгородская область |
| до 63,5 кг        | Валерия Албул · Краснодарский край                         | Вероника Лапшина · Московская область                  |                                                                            |
| до 67 кг          | Елизавета Карартынян · Краснодарский край                  | Татьяна Черепкова · Кемеровская область                |                                                                            |
| до 75 кг          | Екатерина Бежан · Ханты-Мансийский автономный округ — Югра | Анастасия Цацура · Амурская область                    |                                                                            |
| свыше 75 кг       | Алина Елмашева · Москва                                    | София Матхеева · Бурятия                               |                                                                            |